# Puente Wufengshan sobre el Yangtsé
El puente Wufengshan sobre el Yangtsé (en chino: 五峰山长江大桥) es un puente colgante de dos pisos que lleva la línea ferroviaria de alta velocidad Lianyungang-Zhenjiang y la autopista de Jiangyi sobre el Yangtsé.  Con una longitud total de 6409 m (21 026,9 pies) y un tramo principal de 1092 m (3582,7 pies),   es el puente ferroviario de alta velocidad de mayor longitud del mundo.

## Historia
Los planes para construir un puente ferroviario en este lugar se habían concebido desde la década de 1960, pero se suspendieron debido a que las técnicas de construcción de la época eran insuficientes para su realización.
La construcción del puente comenzó el 28 de octubre de 2015. La estructura se completó el 29 de diciembre de 2019 y el 11 de diciembre de 2020 el puente se abrió al tráfico ferroviario.